# 韦斯科瓦托
韦斯科瓦托（義大利語：Vescovato），是意大利克雷莫纳省的一个市镇。总面积17平方公里，人口3955人，人口密度232.6人/平方公里（2009年）。国家统计（ISTAT）代码为019113。